# امیلیو دوچنته
امیلیو دوچنته (انگلیسی: Emilio Docente؛ زادهٔ ۱۱ دسامبر ۱۹۸۳) بازیکن فوتبال اهل ایتالیا است.
از باشگاه‌هایی که در آن بازی کرده‌است می‌توان به باشگاه فوتبال پروجا، باشگاه فوتبال تراپانی، باشگاه فوتبال مسینا، باشگاه فوتبال آنکونا، باشگاه فوتبال آولینو، و باشگاه فوتبال ترنانا اشاره کرد.